# Пештеница (Хунедоара)
Пештеница (рум. Peștenița) насеље је у Румунији у округу Хунедоара у општини Денсуш. Oпштина се налази на надморској висини од 424 m.

## Становништво
Према подацима из 2002. године у насељу је живело 331 становника, од којих су сви румунске националности.